# Siegfried Freytag
Siegfried Freytag est un militaire allemand et français, né le 10 novembre 1919 à Dantzig, près de l'aérodrome de Langfuhr dans une famille de brasseurs, et décédé à Aubagne (France) le 1er juin 2003.

## La Luftwaffe
En 1938, Freytag s'engage dans la Luftwaffe, l'armée de l'air allemande. Obergefreiter, il est engagé avec son unité sur le front polonais. Nommé sous-officier-pilote en 1940, il obtient son Abitur, sésame pour embrasser une carrière d'officier. Nommé Leutnant, Freytag est affecté au 2e groupe de chasse de l'escadre 77 et participe à la Campagne de Norvège. À la fin de 1940, le pilote est transféré avec son escadrille à Brest - Guipavas pour relever les unités allemandes épuisées par la bataille d'Angleterre.
Le 24 avril 1941, alors qu'il sert dans les Balkans, Siegfried Freytag est abattu par la DCA alliée en Grèce. Transporté dans un hôpital d'Athènes, il s'en évade et regagne son unité. De retour à son escadrille, il participe à l'opération Barbarossa à l'été 1941. Freytag remporte victoire sur victoire contre l’aviation soviétique aux commandes de son Messerschmitt Bf 109 E. En août, il affiche sa 12e victoire et en octobre, la 19e, en novembre, il totalise 26 avions abattus. Freytag est alors décoré de l'Eisernes Kreuz de 1re classe.
Après une accalmie durant l'hiver, il reprend la lutte en 1942 et obtient de nouvelles victoires en vol. Le 18 mai 1942, il reçoit l'Ehrenpokal der Luftwaffe, coupe d'honneur réservée aux pilotes les plus méritants. Le 26 juin 1942, il est promu Staffelkapitän et prend le commandement de la 1re escadrille de chasse de son escadre. Il totalise alors 57 victoires et reçoit la Ritterkreuz des Eisernen Kreuzes le 3 juillet 1942.
En juillet, son escadre rejoint la Sicile et est affectée sur le front de la Méditerranée. Il est abattu au large de La Valette le 27 juillet 1942, mais il est récupéré par une vedette, à la barbe des Britanniques. Il termine la campagne de Malte avec 78 victoires et y gagne son surnom : Der Löwe von Malta, le « Lion de Malte ». En octobre 1942, il est envoyé sur le front d’Afrique du Nord avec son groupe de chasse où il enregistre encore des victoires.
Le 25 janvier 1943, il reçoit la Deutsches Kreuz im Gold, distinction attribuée pour des actes de bravoure exceptionnels. Le 13 février 1943, ayant 90 victoires à son palmarès, Siegfried Freytag est promu Hauptmann et prend le commandement du 2e groupe de chasse. Après la défaite des troupes allemandes en Afrique du Nord, son groupe rejoint Trapani en Sicile. Le Feldmarschall Goering ayant demandé la traduction devant un tribunal d’un homme par escadrille pour « avoir failli contre les bombardiers alliés », Freytag se porte volontaire. Comme ses camarades, il est traduit devant les juridictions militaires, mais tous seront relaxés.
Le 12 juillet 1943, il est abattu, mais parvient encore à rejoindre son unité. Le 24 août, Freytag quitte le front Italien pour bénéficier d’un congé médical en Allemagne. En janvier 1944, son groupe est basé à Aix-en-Provence pour opérer en Italie du Nord. Le 29 janvier 1944, Freytag est blessé au cours d'une attaque au sol de bombardiers américains.
Le 13 juin 1944 Freytag, promu Major, commandant, fête sa 100e victoire officielle. En août 1944, son groupe stationne un temps sur la base d’Orange, en vue de s’opposer à un débarquement des Alliés, puis gagne l’Italie, qui est définitivement abandonnée par l'Allemagne le 9 septembre 1944. Le groupe est envoyé sur le front des Pays-Bas, où il participe à la bataille d’Arnhem. Le Major Freytag commande alors l'escadre 77, par intérim, à l'âge de 25 ans.
En janvier 1945, Freytag prend part à l’Opération Bodenplatte visant les aérodromes alliés. Il remporte alors sa 102e et dernière victoire. Son escadre est envoyée en Tchécoslovaquie. En mars 1945, il prend officiellement le commandement de son escadre, mais pour quelques jours seulement, car il est rapidement envoyé commander l'escadre de chasse 51. Le 30 avril 1945, il commence sa formation de pilote sur le tout nouveau chasseur à réaction Messerschmitt Me 262. Selon le livre sur les chevaliers de la croix de fer de la Luftwaffe, il a été proposé pour recevoir les feuilles de chêne (Eichenlaub) puis on perd sa trace après guerre.
On ne sait en effet pas grand-chose de la vie de Siegfried Freytag après-guerre, mis à part ce qu’il a lui-même déclaré. Capturé près de Ratisbonne par les troupes américaines, il est employé en qualité d’interprète. Libéré, il se retrouve sans emploi et sans famille. Un de ses frères a été tué en 1944 en URSS, sa sœur et le reste de sa famille ont disparu dans le naufrage du Wilhelm Gustloff  torpillé par les soviétiques. Les biens familiaux ayant été confisqués par les découpages territoriaux d'après-guerre, il devient successivement mineur puis technicien. On a même avancé qu’il avait été chauffeur de taxi à Francfort-sur-le-Main. Le retour à la vie civile est donc pour lui un véritable choc et se révèle particulièrement difficile.

## La Légion étrangère
En 1952, Siegfried Freytag s’engage dans la Légion étrangère croyant qu’on y recrute des pilotes. C’est du moins la version officielle, une rumeur faisant état d’une rixe qui aurait mal tourné.
Affecté au 5e régiment étranger d'infanterie après son instruction de base à Sidi-bel-Abbès, en Indochine puis à la 13e demi brigade de Légion étrangère au sein de laquelle il sert pendant 12 ans, à Djibouti. Nommé sergent en 1962, il est, à sa demande, rétrogradé caporal-chef puis sert au 1er régiment étranger de 1965 à 1970[réf. souhaitée], date à laquelle il quitte le service actif.
Il se retire alors à l’Institution des invalides de la Légion étrangère à Puyloubier sans rien dire de son passé. Il obtient cependant une pension du fonds social des anciens pilotes de chasse allemands, des légionnaires d’origine allemande, également retraités à Puyloubier, ayant fait état dans leur correspondance de la présence à leurs côtés d’un ancien as de la chasse.
Le 5 juin 2003, l’homme aux 102 victoires est enterré avec les honneurs militaires au carré militaire du cimetière de Puyloubier.
En plus des honneurs militaires dus à un ancien légionnaire, le directeur de l'institution s'est adressé au défunt en lui disant : « Mon commandant, votre passé glorieux dans l'aviation allemande ne sera pas oublié ». Sur le coussin des décorations, en plus des décorations françaises, figurait la Ritterkreuz.

## Sources
- D'après JL Roba, Képi Blanc.
- Jean-Louis Roba, Siegfried Freytag un soldat perdu, revue Histoire de Guerre, no 46, avril 2004, p. 8 à 15
- « Siegfried Freytag », dans Jean-Louis Roba, Les As de la chasse de jour Allemand 1939-1945, EATI, 2012, 192 p. (ISBN 978-2-7268-9635-8), p. 145
- Archives de la société des amis du musée de la Légion étrangère
- (de) Walther-Peer Fellgiebel, Die Träger des Ritterkreuzes des Eisernen Kreuzes, 1939-1945 : die Inhaber der höchsten Auszeichnung des Zweiten Weltkrieges aller Wehrmachtteile, Friedberg/H, Podzun-Pallas, 1986 (ISBN 3-7909-0284-5)
- (de) Ernst Obermaier, Die Ritterkreuzträger der Luftwaffe : Jagdflieger 1939 - 1945, Mayence, Hoffmann, 1989, 256 p. (ISBN 3-87341-065-6).
- (de) Klaus Patzwall et Veit Scherzer, Das deutsche Kreuz : 1941-1945 : Geschichte und Inhaber, Norderstedt, Patzwall, 2001 (ISBN 978-3-931533-45-8 et 9783931533465).
- (de) Veit Scherzer, Die Ritterkreuzträger : die Inhaber des Ritterkreuzes des Eisernen Kreuzes 1939-1945 von Heer, Luftwaffe, Kriegsmarine, Waffen-SS, Volkssturm sowie mit Deutschland verbündeter Streitkräfte nach den Unterlagen des Bundesarchivs, Ranis/Jena, Scherzers Militaer-Verlag, 2007 (réimpr. 2005, 2006), 846 p. (ISBN 978-3-938845-17-2 et 3-938845-17-1, OCLC 891773959).
- (en) « Aces of the Luftwaffe », Siegried Freytag (consulté le 10 mai 2007)
- (en) J. E. Johnson, Wing leader : top-scoring Allied fighter pilot of World War Two, Manchester, Crécy Pub, 1999 (ISBN 0-907579-87-6).